# Bumlingtjärnarna (Särna socken, Dalarna, 686411-135737)
Bumlingtjärnarna är en sjö i Älvdalens kommun i Dalarna och ingår i Dalälvens huvudavrinningsområde.